# (473050) 2015 HB84
(473050) 2015 HB84 es un asteroide perteneciente al cinturón de asteroides, descubierto el 16 de enero de 2009 por el equipo del Mount Lemmon Survey desde el Observatorio del Monte Lemmon, Arizona, Estados Unidos.

## Designación y nombre
Designado provisionalmente como 2015 HB84.

## Características orbitales
2015 HB84 está situado a una distancia media del Sol de 3,061 ua, pudiendo alejarse hasta 3,692 ua y acercarse hasta 2,429 ua. Su excentricidad es 0,206 y la inclinación orbital 2,311 grados. Emplea 1956 días en completar una órbita alrededor del Sol.

## Características físicas
La magnitud absoluta de 2015 HB84 es 17,4.